# Пепа Николова
Пепа Николова Кирова (23 декември 1946 – 22 септември 2006) е българска актриса, родена в град Харманли. Удостоена със званието „актриса“ (Хасково, 1969).

## Ранен живот
През 1965 г. кандидатства в Школата за естрадни певци за радиото и телевизията, където е забелязана от режисьора Вили Цанков. Той я кани в Младежкия театър „Николай Бинев“ и от 1965 г. започва да работи там.

## Кариера
От 1968 г. Пепа Николова е в Държавния театър в Хасково, а от 1979 г. – в Сатиричен театър „Алеко Константинов“.
Член на Съюза на българските филмови дейци.
През 1965 г. я забелязват актьорът Петър Слабаков и режисьорите Ирина Акташева и Христо Писков и я канят да се снима в главната роля в „Понеделник сутрин". Филмът е забранен и остава невидян от публика до 1988 г., когато Съюзът на българските филмови дейци ѝ присъжда – с 22 години закъснение – наградата за най-добра женска роля.
В този филм непрофесионалната актриса играе безработно „паднало момиче с леко поведение“ от провинциален град, което е скептично към всекиго и всичко. Но се увлича по момче, което е различно от другите ѝ познати. А той, идеалист и активист, настоява тя да постъпи на работа в неговата „бригада за комунистически труд“. Филмът не излиза на екран, но режисьорът Вили Цанков я кани в Младежкия театър, където тя получава първи малки роли. След това е в Хасковския театър и от 1979 г. до пенсионирането си – в Сатиричния.
Много популярна я прави ролята на циганката Джалма, влюбена в „бате Серго“ (Стефан Данаилов) в една от сериите на „На всеки километър“ през 1969 г.
През 2002 г. я канят в Александра Аудио, където озвучава Роз от „Таласъми ООД“. Николова дава гласа си и за сериала „Голямото междучасие“.
През последните години от живота си води обичани от зрителите предавания в кабелни телевизии: „По пижама с Пепа Николова“, „Часът на Пепа Николова“ и последното ѝ авторско предаване по телевизия Евроком – „60 минути“.
Умира на 22 септември 2006 г. в София. Погребана е в Централните софийски гробища.

## Награди и отличия
- „Наградата за поддържаща роля“ (колективна) за филма Ева на третия етаж (Карлово, 1987).
- „Наградата за женска роля“ на Съюза на българските филмови дейци за ролята на (Тони) във филма Понеделник сутрин (1989).
- Почетна грамота „за принос в развитието на българската култура“ от община Каварна (2007).

## Личен живот
Пепа Николова има дъщеря от Йосиф Сърчаджиев – Александра Сърчаджиева, която също е актриса.

## Телевизионен театър
- „Братът на Бай Ганя Балкански“ (мюзикъл, 1997) – Извънземната
- „Хвърчилото“ (1988) (Рада Москова)
- „Под слънцето, близо до морето“ (1982) (Мирон Иванов)
- „Моите непознати“ (1978) (Михаил Величков)

## Филмография
| Година     | Филми и Сериали                                                 | Серии | Копродукции           | Роля                                                |
| ---------- | --------------------------------------------------------------- | ----- | --------------------- | --------------------------------------------------- |
| 2007       | Валсове и танга от село Бела вода                               |       |                       | готвачката                                          |
| 2006       | Гостилница „Нов живот“                                          |       |                       |                                                     |
| 2006       | Турски гамбит („Турецкий гамбит“)                               | 4     | Русия/България        |                                                     |
| 2002       | Прости нам (тв)                                                 |       |                       | приятелката на Собол                                |
| 2001       | Версенжеторикс („Vercingétorix“) Друиди (алтернативно заглавие) |       | Франция/Канада/Белгия | гал от Жерговия                                     |
| 1999       | Дунав мост (тв сериал)                                          | 7     |                       | майсторка                                           |
| 1997       | Трите лели                                                      |       |                       | мишката                                             |
| 1994       | Юнаци с умни калпаци (тв)                                       |       |                       | Петранка                                            |
| 1992       | Вампири, таласъми...                                            |       |                       | Мита                                                |
| 1991       | Аз съм твоят брат                                               |       |                       | майката на Павел                                    |
| 1991       | Пльонтек                                                        |       |                       | майката на Афро                                     |
| 1991       | Веществено доказателство                                        |       |                       | кръчмарката                                         |
| 1990       | Карнавалът                                                      |       |                       | сервитьорката                                       |
| 1990       | Панчо и таласъмите                                              |       |                       | бабата                                              |
| 1989       | Мъже без мустаци (тв сериал)                                    | 6     |                       |                                                     |
| 1988       | Хвърчилото                                                      | 2     |                       |                                                     |
| 1987       | Мечтатели                                                       |       |                       |                                                     |
| 1987       | Ева на третия етаж                                              |       |                       | Кина                                                |
| 1985       | История с куче без куче                                         |       |                       |                                                     |
| 1984       | В името на народа (тв сериал)                                   | 8     |                       | Радка                                               |
| 1984       | Издирва се... (тв)                                              |       |                       | Ценка, съпругата на Луната                          |
| 1983       | Златната река                                                   |       |                       | жената на Петолевката                               |
| 1980       | Спилитим и Рашо (тв сериал)                                     | 20    |                       | (в VIII серия)                                      |
| 1980       | Трите смъртни гряха                                             |       |                       |                                                     |
| 1980       | Юмруци в пръстта                                                |       |                       | Станка                                              |
| 1979       | Фильо и Макензен (тв сериал)                                    | 7     |                       | Джина Панайотова-Божидарка, приятелката на Калъча   |
| 1978       | Моите непознати                                                 | 2     |                       | Елка, приятелката на Филип                          |
| 1978       | Войната на таралежите (тв сериал)                               | 5     |                       | майката на Камен                                    |
| 1978       | Покрив                                                          |       |                       | жената                                              |
| 1977       | Хирурзи                                                         |       |                       | циганката                                           |
| 1976       | Светъл пример (тв)                                              |       |                       | Венчето, секретарката на Белодонев                  |
| 1976       | Снаха                                                           |       |                       | Мика                                                |
| 1976       | Самодивско хоро                                                 |       |                       | Лена                                                |
| 1976       | Катина                                                          |       |                       | веселата                                            |
| 1973       | Най-добрият човек, когото познавам!                             |       |                       | Антония Кирилова                                    |
| 1973       | Опак човек (тв)                                                 |       |                       | Дафина Комитска, инструкторката                     |
| 1973       | Бялата одисея                                                   |       |                       |                                                     |
| 1972       | Голямата победа                                                 |       |                       | журналистката с очилата                             |
| 1972       | Трета след Слънцето                                             | 2     |                       | женската маймуна                                    |
| 1971       | Няма нищо по-хубаво от лошото време                             |       |                       | Ева Ледерер                                         |
| 1970       | Оцеола („Osceola“)                                              |       | ГДР/България/Куба     | Рея, дъщерята на Чарли Ематла                       |
| 1969, 1971 | На всеки километър (тв сериал)                                  | 26    |                       | Джалма циганката (в VIII серия: „Циганката“ – 1969) |
| 1967       | Бягаща по вълните („Бегущая по волнам“)                         |       | СССР/България         | русото момиче                                       |
| 1966       | Джеси Джеймс срещу Локум Шекеров (тв)                           |       |                       |                                                     |
| 1966       | Понеделник сутрин                                               |       |                       | Тони                                                |

### Пиеси
- Вражалец
- Свекърва
- Кабаре
- Сако от велур
- Женско царство
- Балкански синдром
- Преди всичко любов
- И най-мъдрият си е малко прост

### Озвучаващи
| Година      | Филми и Сериали                 | Серии | Копродукции | Роля |
| ----------- | ------------------------------- | ----- | ----------- | ---- |
| 2002        | Таласъми ООД („Monsters, Inc.“) |       | САЩ         | Роуз |
| 2004 – 2005 | Голямото междучасие („Recess“)  | 128   | САЩ         |      |